# Spielvereinigung Greuther Fürth
El Spielvereinigung Greuther Fürth es un club alemán de fútbol, ubicado en la ciudad de Fürth en Baviera. El club actual fue fundado recientemente, en 1996, fusionando el SpVgg Fürth, fundado en 1903, y el equipo de TSV Vestenbergsgreuth, fundado mucho más tarde, en 1974. Actualmente milita en la 2. Bundesliga, la segunda categoría del fútbol alemán.

## Historia
Fürth ganó su primer título nacional en 1914, bajo la dirección del entrenador inglés William Townley. El 31 de mayo de ese año el club enfrentó al VfB Leipzig, defensores del título, en la final que tomó lugar en Magdeburg. En un partido muy emotivo, el Fürth ganó el partido en el minuto 154 con un gol de oro. El equipo tuvo un funcionamiento sólido en los años 20s y 30s, jugando la final con el Nürnberg en 1920 y avanzando a las semifinales en 1923 y 1931. El Fürth conquistó dos campeonatos más, en 1926 y 1929, ambos con victorias sobre el Hertha BSC Berlin. Durante la Segunda Guerra Mundial el Fürth fue un equipo sólido, pero no se posicionó en los primeros lugares. Después de la guerra el equipo tuvo problemas financieros y descendió a la segunda división por primera vez.
A la hora del inicio de la Bundesliga, en 1963, Furth se encontraba jugando en la tercera división del fútbol alemán. Entre 1974 y 1983, el club jugó en la 2. Bundesliga y su mejor desempeño fue en la temporada 1978-79, ubicándose en un cuarto puesto. Luego, el equipo descendió a la tercera división e incluso jugó en la cuarta división por un periodo de tres años en los 80s. En 1990, Fürth obtuvo una importante victoria de 3:1 en la abertura de la Copa de Alemania, ganándole al equipo de primera división Borussia Dortmund. En la segunda vuelta quedó fuera de la copa perdiendo 0:1 con el FC Sarrebruck.
Mientras tanto, el pequeño equipo de la aldea de TSV Vestenbergsgreuth hizo su aparición en la cuarta división. En 1987-88 este equipo ascendió a la liga Amateur Oberliga Bayern (III). Su mejor desempeño fue en la Copa de Alemania en 1995 cuando derrotaron al Bayern Munich (1: 0) y luego al FC Homburg, antes de ser eliminado en la tercera vuelta por el VfL Wolfsburgo en definición por penales.
A la hora de la fusión en 1996, en la cual los jugadores del TSV fueron a jugar al Fürth, ambos clubs jugaban el mismo nivel en la Regionalliga Sud (III). El nuevo club ganó la división el año siguiente, y así logró la promoción a la 2. Bundesliga, donde en general ha terminado en la mitad de tabla para arriba.
Fürth mantiene una gran rivalidad con el 1. FC Nürnberg. En los años 20 el jugador estrella del Fürth fue obligado a abandonar la escuadra después de casarse con una muchacha de Nürnberg y los jugadores de selección de ambos equipos debían dormir en diferentes ubicaciones cuando eran convocados para la selección alemana.
En toda su historia Fürth ha enviado a 21 jugadores al equipo nacional alemán.

## Máyores Presencias
- En la historia del club

|    | Jugador            | País      | Partidos | Actualidad           |
| -- | ------------------ | --------- | -------- | -------------------- |
| 1  | Bernhard Bergmann  | Alemania  | 325      | Retirado             |
| 2  | Thomas Kleine      | Alemania  | 255      | Retirado             |
| 3  | Hermann Grabmeier  | Alemania  | 253      | Retirado             |
| 4  | Frank Türr         | Alemania  | 238      | Retirado             |
| 5  | Stephan Schröck    | Filipinas | 237      | SpVgg Greuther Furth |
| 6  | Peter Löwer        | Alemania  | 234      | Retirado             |
| 7  | Daniel Felgenhauer | Alemania  | 223      | Retirado             |
| 8  | Mirko Reichel      | Alemania  | 207      | Retirado             |
| 9  | Helmut Klump       | Alemania  | 204      | Retirado             |
| 10 | Klaus Heinlein     | Alemania  | 192      | Retirado             |

## Palmarés

### Torneos nacionales
- 2. Bundesliga (1): 2011-12
- Campeonato alemán (3): 1914, 1926, 1929
- Southern German championship (3): 1914, 1923, 1931
- Ostkreis-Liga (4): 1912, 1913, 1914, 1917
- Kreisliga Nordbayern (2): 1922, 1923
- Bezirksliga Nordbayern (3): 1928, 1930, 1931
- Gauliga Bayern (1): 1935
- Oberliga Süd (1): 1950
- Landesliga Bayern-Mitte (1): 1991
- Southern German Cup (5): 1918, 1923, 1925, 1926, 1927
- Mittelfranken Cup (4): 1990, 1991, 1996, 1997

### Torneos internacionales
- Copa Intertoto (1): 1969

## Entrenadores
Entrenadores del SpVgg Greuther Fürth.
- Alfred Hoffmann (1974 – 1975) †
- Hans Cieslarczyk (1975 – 1977)
- Hannes Baldauf (1977 – 1980) †
- Dieter Schulte (1980 – 1981)
- Heinz Lucas (1981)
- Hans-Dieter Roos (1981)
- Lothar Kleim (1981 – 1982)
- Franz Brungs (1982 – 1983)
- Günter Gerling (1983 – 1986)
- Lothar Kleim (1986 – 1987)
- Paul Hesselbach (1987 – 1989)
- Günter Gerling (1989 – 1995)
- Bertram Beierlorzer (1995 – 1996)
- Armin Veh (1996 – 1997)
- Benno Möhlmann (1997 – 2000)
- Paul Hesselbach (2000)
- Uwe Erkenbrecher (2000 – 2001)
- Paul Hesselbach (2001) (interino)
- Eugen Hach (30 de octubre de 2001 – 5 de noviembre de 2003)
- Werner Dreßel (6 de noviembre de 2003 – 29 de diciembre de 2003)
- Thomas Kost (30 de diciembre de 2003 – 16 de febrero de 2004)
- Benno Möhlmann (18 de febrero de 2004 – 30 de junio de 2007)
- Bruno Labbadia (1 de julio de 2007 – 30 de junio de 2008)
- Benno Möhlmann (1 de julio de 2008 – 20 de diciembre de 2009)
- Mike Büskens (27 de diciembre de 2009 – 20 de febrero de 2013)
- Ludwig Preis (21 de febrero de 2013 – 11 de marzo de 2013)
- Frank Kramer (12 de marzo de 2013 – 23 de febrero de 2015)
- Mike Büskens (23 de febrero de 2015 – 28 de mayo de 2015)
- Stefan Ruthenbeck (12 de junio de 2015 – 21 de noviembre de 2016)
- János Radoki (21 de noviembre de 2016 – 28 de agosto de 2017)
- Mirko Dickhaut (28 de agosto de 2017 – 9 de septiembre de 2017)
- Damir Burić (9 de septiembre de 2017 – 4 de febrero de 2019)
- Stefan Leitl (5 de febrero de 2019 – 30 de junio de 2022)
- Marc Schneider (1 de julio de 2022 – 15 de octubre de 2022)
- Alexander Zorniger (23 de octubre de 2022 – 22 de octubre de 2024)
- Leonhard Haas (22 de octubre de 2024 – 12 de noviembre de 2024)
- Jan Siewert (12 de noviembre de 2024 – 5 de mayo de 2025)
- Thomas Kleine y  Milorad Peković (5 de mayo de 2025 – )

## Curiosidades
- En 1924, por primera y única vez, el seleccionado alemán se compuso exclusivamente de jugadores de sólo dos equipos, el Fürth y el Nürnberg, a pesar de la intensa rivalidad entre los dos clubes.
- El ex secretario de Estado de los EE. UU., Henry Kissinger fue por mucho tiempo miembro del club antes de emigrar a los Estados Unidos y ser secretario de Estado de las administraciones de Nixon y Ford. Ahora es miembro honorario del club y simpatizante del mismo. Una foto de su visita al estadio de Playmobil en Fürth se puede ver en el sitio web del club .
- SpVgg es una abreviatura del “Spielvereinigung” o “asociación de deportes” en castellano, un término antiguo y raramente usado hoy día por un equipo o club, con excepción de los dedicados a la actividad gimnástica.